# Gigantactis gracilicauda
Gigantactis gracilicauda är en fiskart som beskrevs av Regan 1925. Gigantactis gracilicauda ingår i släktet Gigantactis och familjen Gigantactinidae. Inga underarter finns listade i Catalogue of Life.